# Pettyes busa
A pettyes busa (Hypophthalmichthys nobilis) a sugarasúszójú halak (Actinopterygii) osztályának a pontyalakúak (Cypriniformes) rendjébe, ezen belül a pontyfélék (Cyprinidae) családjába tartozó faj.

## Előfordulása
A pettyes busa Dél-Kína meleg vizű mély folyóiban és tavaiban őshonos. Közép- és Kelet-Európában betelepítették (a Duna vidéke, a Fekete-, Azovi- és Kaszpi-tengerek folyói). Magyarországra a fehér busa-ivadékokkal került, tógazdaságokban nevelik. Európai állományai növekednek.

## Megjelenése

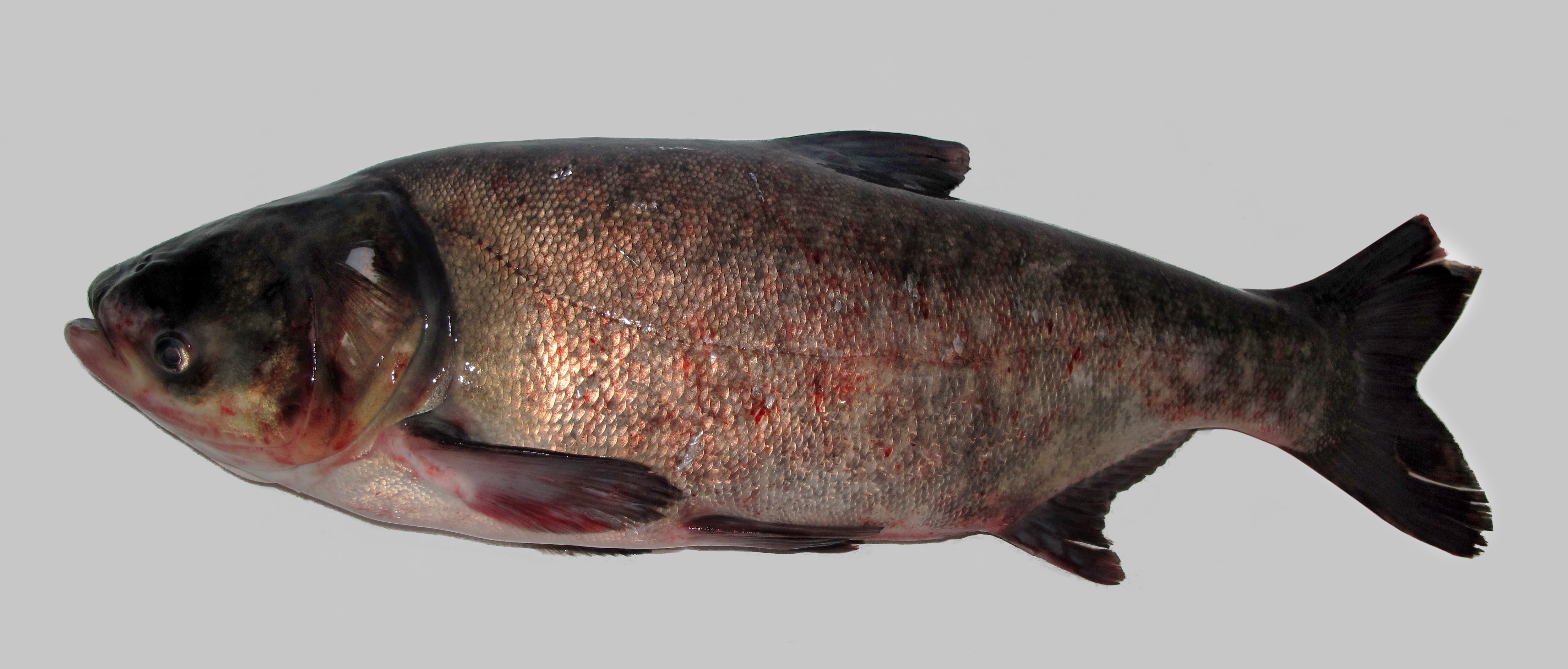
A hal egészben

A hal teste nyújtott, oldalról lapított, háta kissé magas, feje széles, csúcsos. Szája felső állású, bajuszszálak nélkül, szájrése rézsút felfelé irányul. Szemei kicsinyek, nagyon mélyen ülnek (sokkal mélyebben, mint a fehér busánál). Hasoldalán, a hasúszók és a farok alatti úszó között él húzódik. Pikkelyei kicsinyek, 114-120 az oldalvonal mentén. Hátúszója 10, farok alatti úszója 15-17 sugarú, az első 3 gyengén elcsontosodott. Garatfogai egysorosak, 4-4. Átlagos testhossza 55-70 centiméter, de akár 146 centiméteresre és 40 kilogrammosra is megnőhet.

## Életmódja
A fehér busával szemben nemcsak kezdetben, hanem később is állati planktonnal él. A kifejlett példányok bélcsatornája csak a testhossz 4-5-szörösére nő. 19 Celsius-fok vízhőmérséklet alatt a kifejlett egyedek főként állati planktont és fenéklakó apró állatokat esznek, a növényi planktonra csak akkor térnek át, ha a hőmérséklet emelkedik. Az íváshoz tartósan meleg (25 Celsius-foktól) vizet igényelnek. Gyakran úszik 5-7 egyedet számláló csoportokban a vízfelszín közelében. Ha megriad, akár 3 méteres magasságba is képes kiugrani a vízből. Legfeljebb 20 évig él.

## Szaporodása
A vadonban vándorutakat tesz meg ívási célokból. A mély, zavaros, de oxigéndús helyekre rakja le ikráit. Egyszerre akár 100 ezer ikrát is rakhat. Az ikra átlátszó, azonban sárgás árnyalatú. 25 Celsius-fokos vizekben, akár két nap alatt is kikelhet az ivadék, mely a folyómeder fenekén rejtőzködik.

## Egyéb
Miután a volt Szovjetunióban eredményesen keresztezték a fehér busával (Hypophthalmichthys molitrix), és az ivadékot exportálták, a hazai vizekben is gyakoriak a hibridek.
A pettyes busának ipari mértékű halászata van. Több helyen tenyésztik is. Városi akváriumokban is látható. Sok helyen ahová betelepítették, károsnak bizonyult.